# صفي سالي
محمد صفي بن محمد سالي (29 يناير 1984 في كاجانغ، سلانغور، ماليزيا)، لاعب كرة قدم ماليزي يلعب مع فريق PKNS FC والمنتخب الوطني الماليزي. يلعب صفي كمهاجم.

## وصلات خارجية
- صفي سالي على موقع الاتحاد الدولي (مؤرشف)  (الإنجليزية)
- صفي سالي على موقع قاعدة بيانات كرة القدم.إي يو (الإنجليزية)
- صفي سالي على موقع ناشيونال فوتبول تيمز (الإنجليزية)
- صفي سالي على موقع Soccerway.com (الإنجليزية)
- صفي سالي على موقع عالم كرة القدم.نت (الإنجليزية)